# Joeropsis dollfusi
Joeropsis dollfusi là một loài chân đều trong họ Joeropsididae. Loài này được Norman miêu tả khoa học năm 1899.